# Aisling Walsh
Aisling Walsh (Dublín, septiembre de 1958) es una guionista y directora irlandesa. Su trabajo se ha proyectado en festivales de todo el mundo y ha ganado varios galardones, incluido un premio BAFTA TV por Room at the Top (2012), así como un premio de cine y televisión irlandés y un premio Canadian Screen por su dirección de Maudie (2016). Es conocida por sus "representaciones honestas e inquebrantables de una sociedad católica irlandesa ". 

## Primeros años
Nació en Dublín, Irlanda, hija de Raphael Walsh, un diseñador y fabricante de muebles de Navan, condado de Meath. En 1975, cuando Walsh tenía 16 años, inició estudios en el Instituto Dún Laoghaire de Arte, Diseño y Tecnología de Dublín.  Luego continuó su educación en la Escuela Nacional de Cine en Beaconsfield, Inglaterra, donde una de sus principales influencias fue Bill Douglas, un cineasta escocés que daba clases particulares en la escuela.  Más tarde se instaló en Londres.

## Carrera
En 1985, Walsh escribió y dirigió su primer cortometraje, Hostage. Su debut como directora de largometrajes fue Joyriders (1989). Luego pasó al trabajo televisivo a lo largo de la década de 1990,  incluidos episodios de The Bill (1991-1994), Doctor Finlay (1993), Roughnecks (1995) y Trial & Retribution (1997-2002).
En 2003, escribió y dirigió su segundo largometraje, Song for a Raggy Boy, que ganó múltiples premios en festivales de cine internacionales,  incluido el de Mejor Película en el Festival Internacional de Cine de Copenhague.  Su tercer largometraje, The Daisy Chain, una película de suspenso y terror, se estrenó en 2008.
A lo largo de la década de 2000 y principios de la de 2010, Walsh también continuó trabajando en televisión, dirigiendo series y películas para televisión como Fingersmith (2005), nominada al premio BAFTA TV ; la película de BBC One Sinners (2007);  La quinta mujer  un episodio largometraje de la serie de la BBC Wallander , protagonizada por Kenneth Branagh (2010); y Room at the Top (2012), que le valió un premio BAFTA TV en 2013 a la mejor miniserie.
En 2014, dirigió Un poeta en Nueva York, explorando cómo el poeta galés Dylan Thomas murió en Nueva York a la edad de 39 años.  La película marcó el centenario del nacimiento de Thomas el 27 de octubre de 1914.
Su cuarto largometraje, la película biográfica Maudie (2016) sobre la artista popular canadiense Maud Lewis, se estrenó en el Festival de Cine de Telluride. Como alguien que estudió pintura,  Walsh se sintió atraída por la simplicidad y la belleza del trabajo de Lewis. La película recibió críticas positivas de los críticos. El Japan Times lo llamó "un retrato descaradamente íntimo de una mujer extraordinaria".  Fue una elección de la crítica del New York Times; En su reseña, Manohla Dargis criticó el tono y la música de la película, pero elogió las actuaciones y la dirección.
Por su trabajo en Maudie, Walsh ganó un premio Canadian Screen Award al mejor director ; la película ganó un total de siete premios en la sexta ceremonia anual en 2018.  Walsh también ganó el premio al Mejor Director en la 15.a edición anual de los Premios de Cine y Televisión Irlandeses en 2018.

## Filmografía

### Cine
| Año  | Título               | Notas                      |
| ---- | -------------------- | -------------------------- |
| 1985 | Hostage              | Cortometraje               |
| 1988 | Joyriders            | Largometraje               |
| 2003 | Song for a Raggy Boy | Largometraje               |
| 2004 | Visions of Europe    | Segmento "Invisible State" |
| 2008 | The Daisy Chain      | Largometraje               |
| 2016 | Maudie               | Largometraje               |

### Televisión
| Año       | Título               | Notas                                      |
| --------- | -------------------- | ------------------------------------------ |
| 1991–1994 | The Bill             | 14 episodios                               |
| 1993      | Doctor Finlay        | 4 episodios                                |
| 1995      | Roughnecks           | 7 episodios                                |
| 1995–1996 | The Governor         | 2 episodios                                |
| 1997–2002 | Trial & Retribution  | 6 eepisodios                               |
| 2000      | Forgive and Forget   | Película para la televisión                |
| 2000      | Little Bird          | Película para la televisión                |
| 2002      | Sinners              | Película para la televisión                |
| 2005      | Fingersmith          | Miniseries para la televisión; 3 episodes  |
| 2009      | Eadar-Chluich        | 1 episodio                                 |
| 2010      | Wallander            | 1 episodios                                |
| 2012      | Room at the Top      | Miniseries para la televisión; 2 episodios |
| 2012      | Loving Miss Hatto    | Película para la televisión                |
| 2014      | A Poet in New York   | Película para la televisión                |
| 2015      | An Inspector Calls   | Película para la televisión                |
| 2019      | Elizabeth is Missing | Película para la televisión                |